# بارتون (كامبريدجشير)
بارتون (بالإنجليزية: Barton, Cambridgeshire)‏ هي قرية وأبرشية مدنية تقع في المملكة المتحدة في إنجلترا. يقدر عدد سكانها بـ 846 نسمة .